# Luciano Ramella
Luciano Ramella (né le 10 avril 1909 à Pollone dans la province de Biella et mort le 6 mars 1990) est un joueur de football italien qui jouait en tant que milieu de terrain.

## Biographie
Durant sa carrière, Ramella, formé par le club piémontais de la Juventus, fait ses débuts avec le même club le 10 avril 1914 lors d'un succès 4-1 sur Alexandrie.
Il joue ensuite durant sa carrière pour les clubs de Pro Vercelli, de la Lazio, et du Côme.

## Palmarès
Juventus
- Championnat d'Italie (1) :
  - Champion : 1934-35.